# Traffic Message Channel
Pour les articles homonymes, voir TMC.
Traffic Message Channel, ou TMC, est une norme européenne qui permet de diffuser des informations de circulation aux automobilistes, généralement via le système de transmission numérique RDS utilisant la bande radio FM. Cependant, il peut aussi transiter par d'autres moyens de transmission, par exemple le DAB,.

## Historique
Le développement du TMC a commencé dans le cadre du programme DRIVE 1 (1989-1991) de l'Union européenne. À partir de 1995, les projets FORCE/ECORTIS et EPISODE, eux aussi subventionnés par l'Union européenne, ont visé à assurer la coordination des acteurs pour le déploiement effectif du RDS-TMC.

## Fonctionnement
Le codage des informations a été défini dans le cadre du projet européen ALERT (Advice & problem Location for European Road Traffic). Deux protocoles ont été définis, :
- Alert-C, utilisé actuellement, qui repose sur la notion d'événement caractérisé par son type (animal sur la chaussée, bouchon, etc.), un code de position, une indication de sens, et une information temporelle. La norme définit 1460 évènements standardisés. Quant aux codes de position, ils dépendent de la région : parmi les 65536 codes possibles, seuls les 2048 derniers sont définis au niveau européen (Euroad), les autres sont définis dans des tables régionales (Location tables) ;
- Alert-Plus, promu par Mediamobile (groupe TDF) en France, qui repose sur la notion d'état des portions de route. Cela permet d'indiquer le niveau de trafic (fluide, dense, bouché) sur les différents tronçons routiers, ainsi que les disponibilités des parkings publics. Alert-Plus requiert un débit d'information significativement plus grand qu'Alert-C, ce qui rend sa diffusion par RDS délicate. Ce type de service a été expérimenté à la fin des années 1990 et au début des années 2000 par Mediamobile en Île-de-France, sur le RDS et sur le DARC. Par la suite, Mediamobile a adopté le protocole Alert-C.

En pratique, les services RDS-TMC sont parfois payants. Afin de restreindre l'utilisation de leur service à leurs seuls abonnés, les exploitants introduisent alors des permutations dans la nomenclature des codes de position. Seuls les récepteurs habilités sont alors capables de retrouver la correspondance ; les messages RDS-TMC sont inexploitables par les autres récepteurs.

## Utilisation pratique
Les informations RDS-TMC peuvent être affichées sur une carte, par exemple sur l'écran d'un système de guidage par système de navigation tel que GPS ou Galiléo. Les logiciels de calcul d'itinéraires peuvent même tenir compte de ces informations afin d'éviter les accidents, embouteillages et fermetures, cependant, l'information y est sujet à un temps de latence, généralement de 30 minutes.
Le guidage utilisant le signal TMC peut être le système présent en série dans le véhicule, comme un système étranger au véhicule.
Pour faire face aux limites du signal TMC, un signal TMC Plus payant a été lancé en Allemagne.

## Sécurité du RDS-TMC
En 2007, deux experts italiens, Andrea Barisani et Daniele Bianco ont annoncé lors de la conférence CanSecWest la découverte d'une « faille de sécurité » dans le système de diffusion des informations TMC par RDS. En effet, ils ont diffusé à l'aide de moyens rudimentaires de fausses données RDS-TMC, indiquant par exemple à un récepteur GPS que certaines routes étaient fermées,.
Toutefois, le fait que les informations RDS-TMC soient diffusées de manière publique par un émetteur FM, rend aisés la surveillance et le contrôle des données RDS, 24h/24h (cf. le système Fmnet). La diffusion de données erronées ou malveillantes mettrait immédiatement en cause l'opérateur exploitant le (faux) service RDS-TMC, la fréquence associée et le détenteur de l'autorisation d'émettre. Les infrastructures d'émission radio FM et les dispositifs de traitement de données impliquant le RDS et le RDS-TMC sont réputées pour offrir une sécurité particulièrement importante. Le TISA Forum souligne que de telles perturbations auraient finalement peu de chances de conduire à des effets notables sur les terminaux, tout en exposant leurs auteurs à des poursuites sérieuses, ce qui est de nature à dissuader d'éventuels pirates.

## Services TMC disponibles dans le monde

### Belgique
En Belgique, il y a quatre systèmes : TMobilis pour l'ensemble du royaume, TIC-VL et 4FMTMC pour la Flandre, et la RTBF pour la Wallonie et Bruxelles. Tous, à l’exception de TMobilis, sont gratuits.
Le premier système à être introduit a été TMobilis, fourni par Be-Mobile et Touring Mobilis. Il est le seul à couvrir tout le territoire du pays et à se baser sur les sources des gouvernements bruxellois, flamand et wallon, de la police, du Floating Car Data basé sur les GSM Proximus et des GPS embarqués.
Le service TIC-VL produit par la VRT via Radio 2 en Flandre. Il utilise les données du Vlaams Verkeerscentrum.
À Bruxelles et en Wallonie, c'est la RTBF via Classic 21, qui diffuse les informations en provenance du centre PEREX, basé à Daussoulx, géré par le SPW.
Et enfin, le dernier système 4FMTMC géré par Vialis (qui opère également aux Pays-Bas) diffuse les données du Vlaams Verkeerscentrum et de PEREX via la radio flamande Joe FM (anciennement 4FM).

### Finlande
V-Traffic, le service RDS-TMC payant en Finlande, est proposé par Mediamobile depuis 2007. Le service couvre les plus grandes villes et les plus grandes routes du pays. Les messages TMC sont diffusés à l’échelle nationale sur Yle Radio Suomi. V-Traffic utilise plusieurs sources d’information pour diffuser des données validées relatives au trafic, incluant les données de véhicule flottant (FCD), mais aussi les données provenant des autorités publiques, des caméras de surveillance, des stations de radio, des usagers de la route et de nombreuses entreprises partenaires. Le service est crypté sur la base des spécifications de la TISA. Le service est disponible sur la majorité des systèmes de navigation des constructeurs, tels que Volkswagen, Audi, Seat, Opel, Volvo, Toyota, Lexus, Mercedes-Benz, Subaru, Suzuki et Škoda, ainsi que sur les GPS Garmin.
La table des localisants est publique et est publiée par l’Office des transports finlandais, Liikennevirasto. La dernière version, V2.1, contient approximativement 28 000 points localisants.

### France
Depuis 2024, il n'existe plus de service RDS-TMC en France.
La liste des codes de positions (localisants ponctuels, linéaires ou surfaciques) pour la France est publiée par le Sétra (Service d'études sur les routes, les transports et leurs aménagements, qui dépend du ministère de l'équipement). Elle n'a été utilisée telle-quelle que par le service autoroutier gratuit. Les autres diffuseurs utilisaient des permutations des localisants afin de restreindre l'accès au service à leurs abonnés.
Les services RDS-TMC suivants ont existé en France :
- V-Trafic puis V-Traffic, proposé entre 1997 et 2023[réf. nécessaire] par Mediamobile, filiale du groupe TDF, avec deux actionnaires : Renault et Vinci. Le service de trafic routier fournissait des informations en temps réel sur 185 000 km de routes principales en France, incluant toutes les autoroutes (11 800 km). Il était transmis sur les ondes radio de France Inter et était diffusé nationalement (couverture nationale de 99 %). Le service n’était pas chiffré, mais l’accès y est restreint par l’utilisation d’une table des localisants TMC spécifique. En 2010 l’entreprise avait signé un partenariat avec Météo-France et créé un service commun pour prévenir des dangers liés à la météo routière ;
- ViaMichelin Trafic, diffusé jusqu'à la fin 2021[12] et utilisé notamment par les systèmes intégrés sur les véhicules construits par PSA Peugeot Citroën à la suite de l'accord signé entre les deux sociétés en 2005, ainsi que par les GPS TomTom. Il était diffusé par ViaMichelin sur diverses radios, dont NRJ, Latina et Radio FG. Comme V-Traffic, il utilisait une table de localisants spécifique pour restreindre l'accès au service.
- Les radios autoroutières 107,7 MHz ont diffusé un service TMC gratuit jusqu'en 2012[réf. nécessaire].

### Norvège
Depuis 2009, NRK teste un service TMC public. Le service est transmis via la fréquence P1. NRK diffuse des informations concernant les travaux routiers, les fermetures prévues et les chemins de montagne fermés l’hiver. Les actualités sur les accidents et autres informations imprévues sont faites ponctuellement du lundi au vendredi de 05h30 à 22h00, le samedi de 09h30 à 17h00 et le dimanche de 13h00 à 22h00.
Le réseau FM norvégien fermera en janvier 2017, et il est prévu que le service d’essai de NRK s’arrête aussi.
La station de radio commerciale P4 et Mediamobile fournisse un service TMC, appelé V-Traffic en Norvège. Le service est crypté mais est accessible gratuitement pour tous les utilisateurs privés lorsque le fabricant du navigateur l’a introduit dans ses produits.
Depuis 2014, P4 et Mediamobile gèrent un service de radio digitale qui remplace le RDS-TMC en Norvège. Ce service s’appelle V-Traffic DAB.
Statens vegvesen, l’Administration publique des routes de Norvège, publie les tables des localisants.

### Pologne
Depuis le 1er mai 2010, des services TMC payants sont disponibles en Pologne, transmis par la station de radio RMF FM. Le service, appelé V-Traffic, est proposé par Mediamobile, une filiale du Groupe TDF, l’un des plus grands fournisseurs de services de diffusion en Europe, basé à Paris.
En Pologne, le service est disponible dans les dispositifs/système GPS : Garmin, Mio and Becker ainsi que dans les systèmes de navigation embarqués de Toyota, Volvo et Ford. Le service est basé sur plusieurs centaines de sources différentes, traitées automatiquement ou manuellement par les opérateurs du centre d’information trafic Mediamobile basé à Varsovie. La couverture minimale garantie du signal est de 95 % de la population et de 93 % de la couverture géographique.

### Suisse
La centrale d'information sur le trafic en Suisse est Viasuisse. Il s'agit d'une entreprise conjointe de SRG SSR (l'opérateur radio national), du TCS (club automobile), des CFF (chemins de fer fédéraux) et de Skymedia. Elle a été fondée en 2001 et a son siège à Bienne, en Suisse. 
Les données concernant le trafic routier portent notamment sur les travaux en cours, les bouchons et/ou ralentissements et autres dangers. Les données relatives au transports publics sont également traitées.
Les messages audio sont diffusés par des chaînes nationales de la Société suisse de radiodiffusion et télévision (SSR), à savoir la 1ère et Couleur 3 en français, SRF 1 et 3 en allemand, ainsi que Rete Uno et Rete Tre en italien. 
Un service RDS-TMC a été proposé jusqu'au 31 décembre 2024, date de la fin des émissions de radio FM de la SSR. Depuis cette date, il n'y a plus de service TMC en Suisse.